# Mengē
Mengē är en ort i Etiopien.   Den ligger i regionen Benishangul-Gumuz, i den västra delen av landet, 500 km väster om huvudstaden Addis Abeba. Mengē ligger 1 133 meter över havet och antalet invånare är 318.
Terrängen runt Mengē är kuperad västerut, men österut är den platt. Runt Mengē är det ganska glesbefolkat, med 25 invånare per kvadratkilometer. Det finns inga andra samhällen i närheten. Omgivningarna runt Mengē är huvudsakligen savann.